# Better Day
 Better Day è il quarantatreesimo album in studio della cantante statunitense Dolly Parton, pubblicato il 28 giugno 2011 dalla sua etichetta discografica la Dolly Records.

## Il disco
Il primo singolo dell'album è Together You and I che è stato presentato per la prima volta allo The Ellen DeGeneres Show il 27 maggio 2011. Per promuovere il disco la Parton ha avviato il tour promozionale dell'album Better Day World Tour che ha toccato America del Nord, Australia e Europa. Il tour ha avuto 39 date

## Tracce
Testi di Dolly Parton.
1. In the Meantime
2. Just Leaving
3. Somebody's Missing You (con Emmylou Harris e Alison Krauss)
4. Together You and I
5. Country Is As Country Does (testo: Dolly Parton e Mac Davis)
6. Holding Everything (con Kent Wells)
7. The Sacrifice
8. I Just Might
9. Better Day
10. Shine Like the Sun
11. Get Out and Stay Out
12. Let Love Grow